# Zosterornis whiteheadi
Zosterornis whiteheadi là một loài chim trong họ Zosteropidae.